# Sancho de Tovar

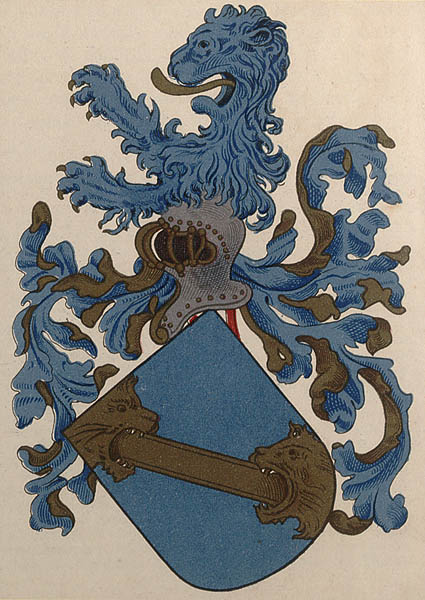
Escudo de armas de Sancho de Tovar, as it appears in a contemporary nobiliary record.

Sancho de Tovar, sexto señor de Cevico, Caracena y Boca de Huérgano (Cevico, c. 1470-1547) fue un noble portugués de nacimiento castellano, recordado como navegante y explorador durante la era portuguesa de los descubrimientos. Fue el vicealmirante (soto-capitão) de la flota que descubrió Brasil en 1500, y más tarde fue nombrado gobernador de la ciudad portuaria de Sofala en África Oriental por el rey Manuel I (Lista de gobernadores coloniales de Mozambique). En ese puesto, lideró varias misiones exploratorias en las regiones interiores de la actual Mozambique.

## Primeros años
Sancho de Tovar nació en Cevico (ahora Cevico de la Torre), Corona de Castilla,[cita requerida] de una antigua casa noble de ascendencia visigoda que data de los primeros siglos de la Reconquista ibérica. Era el hijo mayor de Martín Fernández de Tovar, quinto señor de Cevico y Boca de Huérgano, y de su esposa Leonor de Vilhena, una dama portuguesa de la casa de los condes de Olivença. El apoyo abierto de su padre a Alfonso V de Portugal en su reclamamación al trono castellano lo convirtió en enemigo de Fernando e Isabel I de Castilla, y fue declarado culpable de alta traición y decapitado alrededor de 1480, después de un largo encarcelamiento. A la edad de 20 años, Sancho vengó el recuerdo de su padre al ir a Burgos y apuñalar (o, según algunos registros, mutilar) al juez que lo había sentenciado a muerte. Posteriormente huyó a Portugal, donde fue bien recibido por el sucesor de Alfonso, el rey Juan II. Vivió en Lisboa y asistió a la corte real, donde se destacó como un talentoso músico y poeta (Garcia de Resende recopiló algunas de sus canciones en su famoso Cancioneiro Geral).

## Salida de Lisboa y vida como navegante

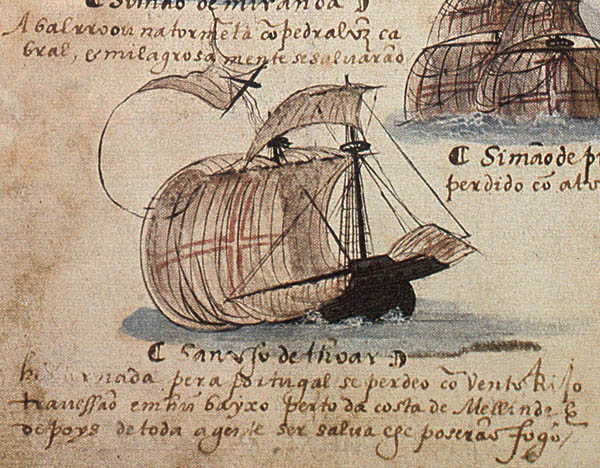
Representación contemporánea del barco de Sancho de Tovar en el momento de su viaje a Brasil. Fue nombrado El-Rey en honor del rey Manuel I, y quedó varado durante una tormenta en la costa de Malindi.

Después de la muerte de Juan II, Manuel I le sucedió al trono. El esfuerzo portugués hacia la expansión marítima estaba en su apogeo, y en 1499 Tovar fue nombrado por el propio rey subcapitán de una gran flota dirigida por Pedro Álvares Cabral, que se hizo famosa por su descubrimiento de Brasil. Las intenciones originales detrás de esta empresa aún son especulativas: algunos dicen que fue solo una expedición a la India (que había sido descubierta el año anterior por Vasco da Gama) y que el descubrimiento de Brasil fue accidental, pero otros afirman que el viaje fue cuidadosamente meditado y que la existencia de Brasil era más o menos sospechosa de (ver Controversias sobre el descubrimiento europeo de Brasil).
El barco de Sancho durante este viaje fue una  nau redonda,  una gran embarcación de 200 toneladas con una tripulación de 160 hombres. Esos barcos se llamaban así porque cuando se veían desde la parte delantera o trasera, parecían redondos debido a su anchura y a las velas abultadas (la mayoría de los otros barcos en la flota de Cabral eran carabelas, considerablemente más pequeñas).
En Brasil, la «fascinación de Sancho por la belleza de la tierra» y su «interés por el estilo de vida de los nativos» se hizo evidente para Pêro Vaz de Caminha, el secretario y cronista de la flota, quien registró esas impresiones en su famosa Crónica del Descubrimiento de Brasil. También escribió sobre el intento de Sancho de dar vino a los nativos, y de su reacción negativa a la bebida, y mencionó su regalo de un colmillo de jabalí a un joven indio. Curiosamente, el hermano mayor de Caminha, Afonso, finalmente se casó con la hermana de Sancho, María de Tovar, dando origen a la familia Tovar-Caminha, una rama secundaria de la casa de Tovar.
Cuando la flota reanudó su ruta supuestamente programada a la India, Sancho de Tovar desempeñó un importante papel en la ocupación del puerto de Sofala en África Oriental, donde su barco finalmente se quedó varado. Luego le prendió fuego para evitar que su contenido cayera en manos de piratas musulmanes. Tras su regreso a Lisboa, el rey lo puso a cargo de esa ciudad y de la región circundante, un deber que solo realizó de facto después de su regreso a África en 1515. Durante su estadía allí, Sancho mejoró y amplió la fortaleza portuguesa de São Caetano, que había sido iniciada por Pêro de Anaia en 1505, y organizó y dirigió una gran cantidad de misiones exploratorias alrededor del área actual de Mozambique, Zimbabue y Madagascar. Aunque esas misiones están poco documentadas, se supone que fue uno de los primeros europeos en contemplar las ruinas del Gran Zimbabue (que los portugueses denominaron entonces Monomotapa).
Murió en Lisboa alrededor de los 75 años, y fue enterrado junto a su esposa en la iglesia del monasterio de Xabregas.

## Matrimonio e hijos
Sancho de Tovar se casó con Guiomar da Silva, hija del Alcaide-Mor (Gobernador) de Porto de Mós, y tuvo tres hijos.
- Pedro de Tovar, quien se casó con Brites de Oliveira e Silva, hija de los señores de Oliveira. Su hijo fue Sancho de Tovar e Silva
- D. María de Vilhena, quien se casó dos veces, su primer matrimonio fue con el explorador Cristóvão de Mendonça capitão de Ormuz (Fuerte de Nuestra Señora de la Concepción),[7] y su segundo matrimonio fue con Simão da Silveira,[8] D. María, siendo propietaria de un chino, 3 indios y 3 moriscos entre sus quince esclavos, reflexionó sobre su alto estatus social, ya que los chinos, los moriscos y los indios estaban entre las etnias de los esclavos apreciados y eran muy caros en comparación con los negros, y fue porque su esposo Simão estaba involucrado en el comercio de esclavos en el este que ella tenía esclavos de diferentes etnias.[9] Liberó a doce de sus esclavos en su testamento del 23 de octubre de 1562 que fueron registrados como: un hombre chino llamado António, tres mujeres indias llamadas Maria Fialha, Genebra y Catarina, una mujer blanca llamada Mécia de Abreu, un hombre mulato llamado Miguel, una mujer parda llamada Guiomar, una mujer negra llamada Margarida, una mujer morisca llamada Isabel, un hombre morisco llamado Salvador, y el testamento no menciona las etnias de los hombres Diogo y Heitor. Su hermana D. Leonor recibió dos de los esclavos restantes, María y Luís, mientras que los sacerdotes de Nuestra Señora del Monte Carmelo (Nossa Senhora do Carmo) recibieron al esclavo André.[10][11][12][13][14][15][16][17][18][19][20][21][22] Ella dejó a los esclavos liberados sumas de 20000 a 10000 réis en dinero.[23] D. Maria era dueña de uno de los dos únicos esclavos chinos en Evora y lo usó entre los esclavos que tenía para conducir sus mulas para ella, ya que se asignaron tareas rigurosas y exigentes a los esclavos moriscos, chinos e indios.[24] También dejó a sus sobrinos como herederos en su testamento, el hijo de su hermano Pedro de Tovar, Sancho de Tovar, y el hijo de su hermana D. Leonor de Vilhena, Sancho de Faria.[19][20] No tuvo hijos de su matrimonio con Cristóvão de Mendonça.[25] El convento de Carmo (Convento do Carmo (Évora)) fue un beneficiario de las instrucciones en el testamento de María de Vilhena. Francisco de Faria era el sobrino paterno de María de Vilhena.[26] Las guías de la Fundación quedaron en su testamento para el Convento.[27] El presbiterio de Nuestra Señora del Monte Carmelo (Nossa Senhora do Carmo) en 1562 recibió fondos de María de Vilhena.[28][29][30][31]

- D. Leonor de Vilhena,[32] (nacida en 1540[33]) que se casó con Antão de Faria (nacido en 1530[34]), alcaide-mór de Palmela hijo de Francisco de Faria, Alcaide-mor de Palmela y señor de Evoramonte, y de Joana de Silva e Castro).[35][36][37][38][39][40] Tuvieron un hijo, Sancho de Faria (nacido en 1560[41]).

El hijo mayor de Pedro, Sancho de Tovar e Silva (1540-1598), quien se convirtió en señor del Honor de Molelos por matrimonio, también fue un navegante. La política del país, sin embargo, había cambiado hacia la expansión terrestre y finalmente abrazó la vida militar, después de haber combatido en la desastrosa batalla de Alcazarquivir (1578) junto al rey Sebastián I de Portugal.